# 日光市立図書館
日光市立図書館（にっこうしりつとしょかん）は、栃木県日光市にある公立図書館。中央町にある今市図書館、御幸町にある日光図書館、鬼怒川温泉大原にある藤原図書館から成る。3館とも指定管理者制度を導入しており、図書館流通センターと近代ビル管理社の共同事業体が運営する。公立図書館として日本で初めて、着払いによる郵送での図書の貸し出しを開始した図書館である。
1970年代から1980年代にかけて開館した2つの市立図書館と1つの町立図書館を前身とし、開館間もなくして発足した図書館ボランティアや読書会が現役で活動を続けている。

## 歴史
日光市は2006年（平成18年）3月20日に今市市、旧・日光市、上都賀郡足尾町、塩谷郡藤原町・栗山村の2市2町1村が合併して発足し、今市市立図書館、旧・日光市立図書館、藤原町立図書館の3館を統合して新・日光市立図書館が発足し、合併と同時に図書館システムの共通化が為された。ただし、合併に先立つ2000年（平成12年）4月より日光地区圏2市2町1村公立図書館等広域利用を開始しており、合併前から住民は3館を相互に利用することができていた。また、旧・日光市立図書館は、合併を見越して、2市2町1村の住民を対象とした「eライブラリー」というサービスを2004年（平成16年）2月から実施していた。
合併後の日光市立図書館は、今市図書館を市の中央館（日光市教育委員会事務局の課相当）、日光図書館と藤原図書館は今市図書館の下に置かれる地区図書館（係相当）と位置付けた。合併と同時に統一システムによる貸し出しを開始し、日光図書館と藤原図書館は祝日に開館するようになったが、貸出冊数のルールは未統一であった。
2009年（平成21年）4月1日より窓口業務と移動図書館の外部委託を開始し、特段の問題がなかったことから、2012年（平成24年）度より指定管理者制度を導入し、図書館の全業務を指定管理者へ移行すると2011年（平成23年）5月に市が決定した。経費削減だけでなく、司書比率を75%に引き上げることで市民サービスの向上を目指した。2012年（平成24年）度の指定管理者制度への移行以来、一貫して株式会社図書館流通センター・株式会社近代ビル管理社共同事業体が指定管理者に選定されている。指定管理者への運営移行に伴い、課相当であった図書館は、教育委員会生涯学習課の管轄下に置かれることとなった。2017年（平成29年）4月、電子図書館を導入した。
2020年（令和2年）度は新型コロナウイルス感染症の流行に伴う緊急事態宣言の発令を受け34日間の臨時休館を行った。これにより、利用者数・貸出者数が前年度より減少したが、利用者満足度（管理運営全般・接遇）は前年度より上昇した。

## 利用案内
日光市教育委員会生涯学習課が所管する。2012年（平成24年）度の指定管理者制度導入以来、3館すべてが株式会社図書館流通センター・株式会社近代ビル管理社共同事業体によって運営されている。
- 開館時間：9時から18時まで
  - 今市図書館は4月 - 9月のみ19時まで。
- 休館日：年末年始、特別整理期間
  - 今市・日光図書館は月曜日も休館（祝日の場合は開館）
  - 藤原図書館は火曜日も休館（祝日の場合は開館）
- 貸出制限：日光市に居住・通勤・通学する者または宇都宮市、鹿沼市、真岡市、さくら市、下野市、河内郡上三川町、芳賀郡芳賀町、下都賀郡壬生町、塩谷郡高根沢町に居住する者。
- 貸出可能点数：図書=20冊、雑誌=3冊、紙芝居=4巻、ビデオ・DVD=2点、カセット・CD=4点（3館の合計）
- 貸出可能期間：2週間（予約がなければ、1回延長が可能）
- 返却場所：図書館カウンター、返却ポスト
  - 日光市内3館のいずれでも返却できる。
- 予約、レファレンスサービス、複写が利用可能。
- 3館すべてに「エアアロマ機」と書籍消毒機を配備[23]。

### 移動図書館
日光市の移動図書館は、小学生の読書推進と教科学習・調べ学習用の図書の提供を目的として運用しており、日光市立今市第三小学校を除く全23小学校（小中併設校を含む）を定期巡回している。車両はワゴン車を利用し、41,000冊（うち児童書36,000冊）を移動図書館用に準備している。2020年（令和2年度）の貸出冊数は17,804冊。
移動図書館は、今市町報徳公民館図書室が1952年（昭和27年）度の時点で運用していたという記録があり、今市市立図書館は1986年（昭和61年）に「かわせみ号」を導入、運行を開始した。今市市立図書館時代の2004年（平成16年）度の貸出冊数は78,249冊で、当時の巡回先には小学校以外に塩野室支所なども含まれていた。市町村合併後は今市図書館の事業の1つとして継承され、2009年（平成21年）より外部委託されるようになった。

### 図書宅配サービス
日光市の面積は1,450 km2で、栃木県の面積の約4分の1を占める。遠隔地など、図書館開館中の来館が困難な利用者は、ゆうメールかゆうパックで図書館資料を借りることができる。貸し出しができるのは、図書・雑誌・紙芝居20冊以内で、貸出期間は往復の郵送日数を含めて21日間である。返却する場合は、到着時の箱・袋に入れて返送するか、図書館カウンター・返却ポスト・市内の3公民館（足尾・栗山・湯西川）のいずれかへ返却する。図書館資料の往復送料は利用者負担が原則であるが、視覚障害者、肢体不自由者、要介護・要支援認定者は無料である。2020年（令和2年）度の利用実績は57点。
この取り組みは、旧・日光市立図書館（現・日光市立日光図書館）が2004年（平成16年）2月7日に開始した「eライブラリー」 を起源とする。eライブラリーとして開始した当初は5冊まで貸し出しができた。2005年（平成17年）7月28日の日光地区合併協議会の席で、合併時のシステム統合に合わせて、今市図書館・藤原図書館でも導入することが決定した。

### 電子図書館
日光市立図書館の電子図書館サービス「日光市立電子図書館」は、今市図書館の事業の1つとして、2017年（平成29年）に開始した。
利用登録ができるのは、日光市に居住・通勤・通学する者で、5点まで14日間借りることができる。電子図書館導入時は、利用登録のために図書館の窓口へ赴く必要があったが、新型コロナウイルス感染症の流行に伴う臨時休館を受けて、2020年（令和2年）から電話での登録ができるようにしたところ、同年4月の貸出冊数は前年同月比で5.6倍、5月は同じく7.6倍、6月は6.1倍と急伸した。臨時休館が明けても貸し出し実績は高く、コロナ禍をきっかけに電子図書館が市民に定着した。

## 今市図書館
日光市立今市図書館（にっこうしりつ いまいちとしょかん）は、日光市中央町29番地1にある。開館当初は歴史民俗資料館との複合施設であったが、同館は2017年（平成29年）に移転した ため、図書館単独の施設である。

### 今市図書館の歴史

#### 開館前史（-1982）
後に今市市の一部となる河内郡豊岡村では、皇紀2600年記念事業として、1940年（昭和15年）に青年団員が本を持ち寄って青年図書館を大桑小学校内に設置した。
上都賀郡今市町は1949年（昭和24年）7月28日に今市町報徳公民館条例を可決し、建坪240坪（≒793.4 m2）2階建ての今市町報徳公民館を開館した。同館は図書部を有し、図書の購入・頒布・保管・貸し出しと読書指導を担当した。公民館図書室は毎週土日に開室し、1952年（昭和27年）度の利用実績は週平均で、利用者数40人、貸出冊数50冊であり、1,200冊を所蔵していた。また、移動図書館事業も実施し、毎回平均102冊の貸し出しがあった。今市町が周辺町村と合併して今市市となって以降、今市報徳公民館は市内の公民館活動を調整する役割を担い、隣接する今市公会堂とともに市の文化活動の拠点として機能した。
今市公会堂が老朽化してきたため、1975年（昭和50年）10月から平ヶ崎で新館建設工事が始まり、1976年（昭和51年）10月に今市市中央公民館（現・日光市中央公民館）、1977年（昭和52年）6月に今市市文化会館（現・日光市今市文化会館）が開館した。

#### 今市市立図書館（1982-2006）
1977年（昭和52年）3月30日、今市市振興計画が策定され、その中で市立図書館の新設が基本計画目標に掲げられた。1979年（昭和54年）に図書館の建設計画が始動し、歴史民俗資料館の計画も同時進行した。1980年（昭和55年）4月5日に基本設計、7月7日に実施設計と進み、9月1日に今市市は歴史民俗資料館を併設した市立図書館の建設に着手した。1981年（昭和56年）6月1日に図書館長兼資料館長を任命して開館準備を始め、同年11月30日に館舎が竣工した。1982年（昭和57年）1月31日に図書の選定作業が完了し、5月4日から順次、図書の搬入を開始した。同年7月15日に開館記念式を挙行し、一般利用を開始、同時に歴史民俗資料館も開館した。
1985年（昭和60年）5月1日に巡回文庫車が配備され、即日巡回文庫を開始、翌1986年（昭和61年）7月5日からは移動図書館「かわせみ号」の運行を開始した。1987年（昭和62年）3月1日、コンピュータを導入し、コンピュータによる貸し出しを始めた。1995年（平成7年）10月24日、玄関に自動ドア、通路に屋根が設置された。翌1996年（平成8年）7月1日より、栃木県央4市12町公立図書館等広域利用を開始した。1999年（平成11年）10月1日にコンピュータシステムを更新し、2000年（平成12年）4月1日より日光地区圏2市2町1村公立図書館等広域利用を、6月15日よりインターネットによる蔵書公開を開始した。2001年（平成13年）3月18日、今市市ホームページに図書館コーナーが開設された。サービスの充実が進められ、2001年（平成13年）12月より資料整理日の休館を撤廃、2002年（平成14年）から4 - 9月の閉館時間を19時までに延長、2003年（平成15年）4月以降、祝日の休館を撤廃、同年8月にブックスタート事業を開始した。今市市立図書館のブックスタートは、4か月検診時に絵本の贈呈とおすすめ絵本リストの配布、8か月検診時に絵本の読み聞かせをする、というものであった。
2004年（平成16年）度の蔵書数は199,043冊、貸出数は337,424点（うち移動図書館78,249冊）で、最も貸し出しが多かったのは、一般書が『みなみさんのケーキノート』、児童書が平田昭吾『うさぎとかめ』であった。2005年（平成17年）3月にインターネット接続が可能なコンピュータを3台配備した。

#### 今市図書館（2006-）

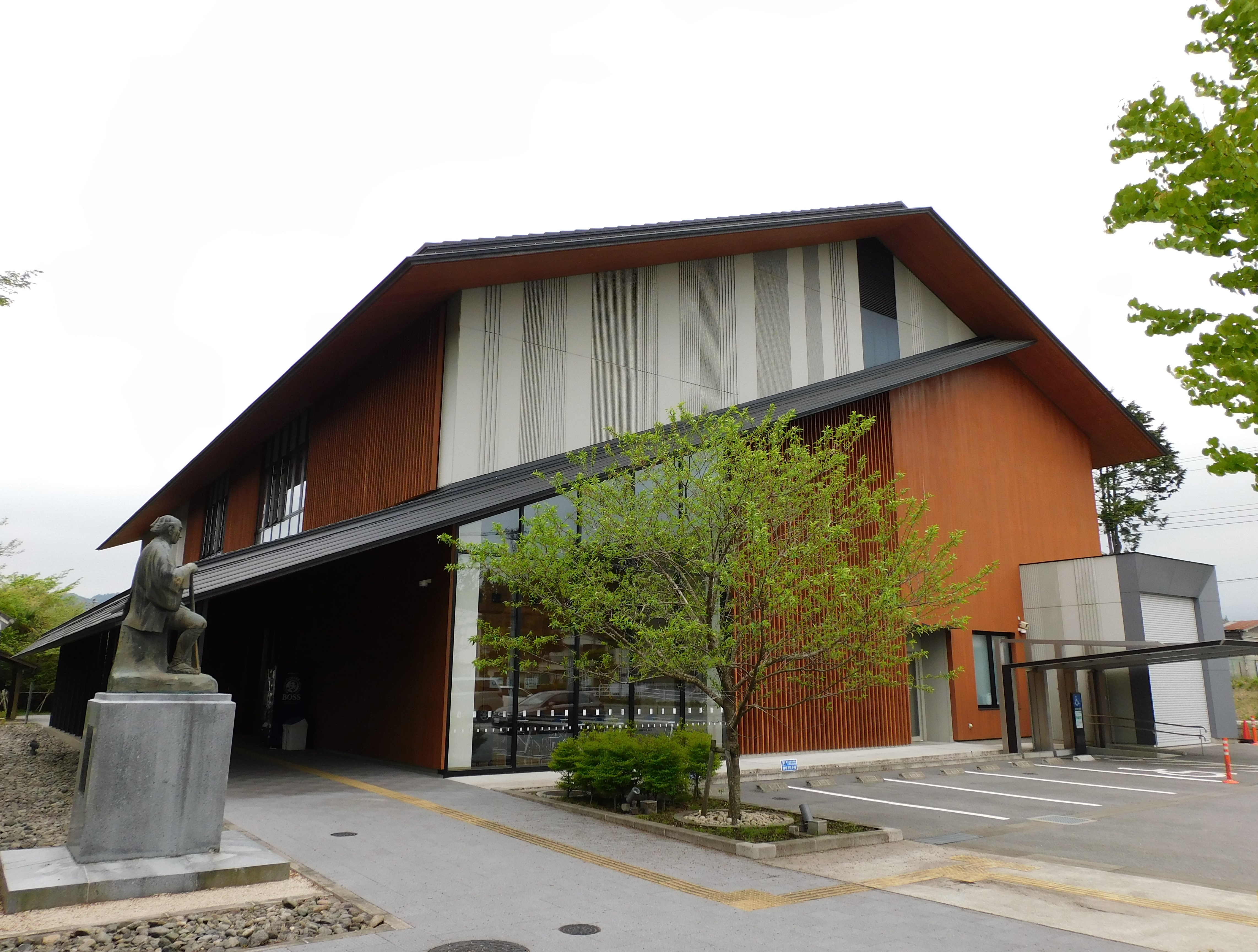
二宮尊徳記念館

2006年（平成18年）3月20日、市町村合併に伴い、日光市立今市図書館に改称した。日光図書館・藤原図書館が地区図書館として位置付けられたのに対し、今市図書館は両館を管轄する上位の図書館（課相当）に位置付けられた。2009年（平成21年）12月19日、図書館周辺で行われていた駅間JR今市土地区画整理事業の換地処分の広告により、住所が平ヶ崎27番地1から中央町29番地1 に変更された。
2012年（平成24年）4月1日より指定管理者制度が導入され、株式会社図書館流通センター・株式会社近代ビル管理社共同事業体の管理運営に移行した。2017年（平成29年）4月、図書館に併設されていた歴史民俗資料館が二宮尊徳記念館2階へ移転した。
2020年（令和2年）11月29日、東野圭吾の「○笑小説シリーズ」を原作とするドラマを上映する「バリアフリー映画会」を企画した。上映では、視覚障害者向けに風景描写などを副音声で、聴覚障害者向けにセリフや効果音などを字幕で、それぞれ提供した。

### 今市図書館の施設
開館当時は今市市歴史民俗資料館（後に日光市歴史民俗資料館）との合築であったが、同館は2017年（平成29年）に移転し、跡地は今市図書館別棟として、視聴覚室2が置かれている。鉄筋コンクリート造地上3階地下1階建てで敷地面積は4,553.35 m2、建築面積は831.45 m2、延床面積は2,055.38 m2である。
館内
| 階      | 面積（m2） | 主な施設                           |
| 3階     | 459.88     | 視聴覚室、学習室、会議室           |
| 2階     | 459.88     | レファレンス室、学習室             |
| 1階     | 742.30     | 一般開架、児童開架、事務室、応接室 |
| 地下1階 | 393.32     | 書庫、機械室                       |

## 日光図書館
日光市立日光図書館（にっこうしりつ にっこうとしょかん）は、日光市御幸町4番地1の日光市日光庁舎1階にある。中禅寺湖畔を一大リゾートにすることを夢見たハンス・ハンターの関係資料を保有する。

### 日光図書館の歴史

#### 旧・日光市立図書館（1977-2006）
1976年（昭和51年）10月4日、当時の日光市街・東町（神橋より東側）のほぼ中央、御幸町508番地（2022年現在と同じ位置）で日光市立図書館・中央公民館の複合施設の建設が始まり、1977年（昭和52年）3月31日に完成した。図書館建設中の1977年（昭和52年）1月に市内の各種団体と図書購入についての懇談会を開催し、日光市婦人連絡協議会は「本一冊運動」を展開して同年3月に約3,500冊を市に寄贈した。また、同年6月に日光山輪王寺図書館から約4,800冊の寄贈を受け、7月には栃木県立図書館の貸出文庫1,000冊を借用した。
1977年（昭和52年）8月4日に日光市立図書館として開館した。開館当時の蔵書数は16,640冊で、うち児童書は2,959冊であった。図書館の利用カードは、高校生以上は青色、中学生以下はピンク色をしていた。1978年（昭和53年）9月16日、栃木県読売ブッククラブとの共催で、「著者・三好京三氏を囲む会」を開催し、市内外から参加者を集めた。1982年（昭和57年）8月に地階書架に電動式書架を導入し、1984年（昭和59年）10月にレコードライブラリーを整備した。
1996年（平成8年）6月に日光市図書館協議会は、カウンター業務の電算化と図書購入予算の増額を意見書にまとめて提案し、1998年（平成10年）10月にコンピュータによる貸し出しが実現した。この間、図書館の開館20周年を迎え、記念事業として1997年（平成9年）6月に日光今昔写真展を開催した。2000年（平成12年）4月より日光地区圏2市2町1村公立図書館等広域利用を始めた。2002年（平成14年）12月、開館25周年記念事業として図書館のイメージキャラクターを募集し、翌2003年（平成15年）2月に市内の主婦が応募した「ニッコリ君」をキャラクターとして図書館協議会が選んだ。この頃、開館時間や休館日を変更することで市民に利用しやすい図書館への改革を行っており、利用者は増加傾向にあった。
2003年（平成15年）3月、市が応募していた「eライブラリー構築事業」が日本国の地域情報化モデル事業の1つとして選定され、2004年（平成16年）2月7日からeライブラリーの運用を開始した。eライブラリーとは、インターネットから図書館の本の貸し出し予約または郵送の着払いによる宅配を行えるサービスであり、奥日光や小来川など図書館から遠隔地に住む市民の利便性向上を狙ったものであった。公立図書館としては日本初の取り組みであり、総事業費3500万円のうち、2000万円を日本国からの補助金で賄った。なお、eライブラリーは市町村合併を見越して、新・日光市になる予定の4市町村の住民も利用可能としていた。また、日光の社寺が世界遺産に登録されて以降、日光の歴史や文化に対する問い合わせが増加したため、古地図・絵はがき・市の広報紙などをデータベース化し、eライブラリーと同時に公開した。
2005年（平成17年）7月から9月にかけて、同年3月の神橋修復完了を記念して、図書館と小杉放菴記念日光美術館が保管する、神橋や日光山内を描いた古地図や錦絵など約110点を展示する催事を同美術館で開催した。

#### 日光図書館（2006-）

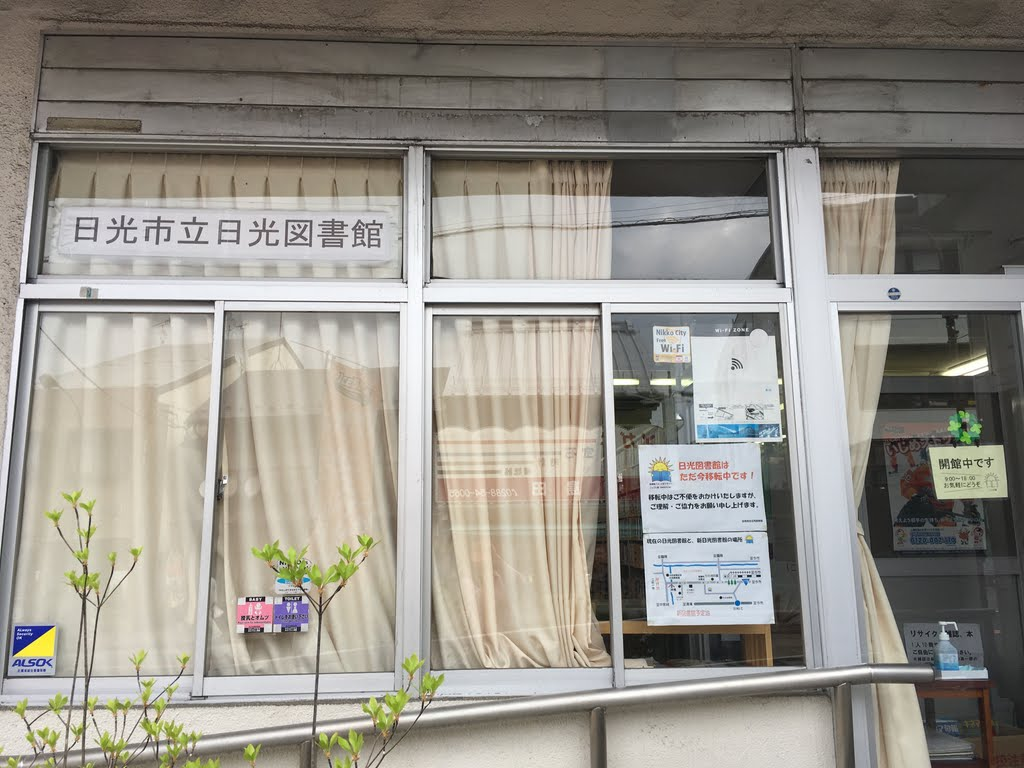
仮館時代（2015-2018）

2006年（平成18年）3月20日、市町村合併に伴い、日光市立日光図書館に改称した。旧・日光市立図書館のeライブラリーは、図書宅配サービスとして継承され、今市図書館と藤原図書館でも実施されるようになった。2012年（平成24年）4月1日より指定管理者制度が導入され、株式会社図書館流通センター・株式会社近代ビル管理社共同事業体の管理運営に移行した。指定管理者への運営移行により、従来の9時30分の開館が9時に変更された。
2015年（平成27年）に、日光図書館・日光公民館の位置に日光市日光庁舎を建設することとなり、同年4月1日から中鉢石町999番地（当時の日光市日光庁舎の敷地）にあった旧・日光足尾水道事務所へ日光図書館は移転し、日光公民館は臨時休館に入った。旧事務所1階に開架書架（約3万点）や新聞コーナーなど、2階に学習室と事務室が置かれ、図書館主催の行事は日光郷土センター（御幸町591番地）で開催するようになった。なお、移転作業に伴い、同年3月中は休館した。
2018年（平成30年）3月20日、日光市日光庁舎が落成し、3月26日から日光行政センターと日光公民館が、3月31日から日光図書館が供用を開始した。

### 日光図書館の施設
初代館舎は日光公民館との合築で、鉄筋コンクリート造3階建ての建物の1・2階の各一部を占めていた。全体の敷地面積は3,051.69 m2、建築面積は1,274.81 m2、延床面積は2,454.06 m2で、図書館部分の建築面積は560.92 m2、延床面積は838.38 m2であった。一般開架・児童開架など主要機能はワンフロア（2階）に集まっており、地階に書庫があった。2008年（平成20年）時点では、収蔵しきれなくなった図書を無料配布するコーナーがロビーにあった。
2代目の館舎は日光市日光庁舎1階にあり、日光行政センター・日光公民館との合築である。日光庁舎は鉄骨構造2階建て、AIS総合設計の設計、磯部・星野特定建設工事共同企業体の施工で、全体の敷地面積は4,835.55 m2、建築面積は1,613.28 m2、延床面積は2,119.59 m2である。図書館部分の延床面積は654 m2。図書館入り口から時計回りに、カウンター・事務室、書庫、レファレンス室、学習室、一般開架、児童開架、親子読書室がある。

## 藤原図書館
日光市立藤原図書館（にっこうしりつ ふじはらとしょかん）は、日光市鬼怒川温泉大原1404番地1にある。開館当初から図書館単独の施設である。

### 藤原図書館の歴史
1972年（昭和47年）11月、藤原町総合文化会館（現・日光市藤原総合文化会館、鬼怒川温泉大原1404番地1）が着工し、1973年（昭和48年）9月に完成した。同館は大ホール・中ホールなどのほか、図書室を有していた。
1982年（昭和57年）4月、藤原町は藤原町立図書館新築工事設計監理業務委託を行い、同年8月に藤原町立図書館の建設工事が着工した。図書館は翌1983年（昭和58年）3月に竣工し、4月に藤原町立図書館設置条例を施行、10月1日に開館した。館内には、一般開架・児童開架・事務室のほか、観光資料展示室も設けられた。
1987年（昭和62年）10月、藤原町内3小学校を対象に貸出文庫を開始し、1988年（昭和63年）10月に地下の書庫を電動式可動書架とした。1989年（平成元年）2月にCD、1990年（平成2年）6月にビデオの館外貸し出しを開始した。1994年（平成6年）度の住民1人当たりの貸出冊数は1.3冊で、県内では藤岡町立図書館（現・栃木市藤岡図書館）に次ぐワースト2位であった。1997年（平成9年）は、6月に図書館文学紀行、7月に本の宅配制度と新しい取り組みを連続で行った。
2000年（平成12年）4月より日光地区圏2市2町1村公立図書館等広域利用を開始した。2003年（平成15年）11月、藤原町生涯学習振興大会に合わせ、町立図書館20周年記念事業を開催した。2004年（平成16年）1月、ブックスタート事業を開始、同年11月に藤原町ホームページに図書館コーナーを開設した。
2006年（平成18年）3月20日、市町村合併に伴い、日光市立藤原図書館に改称し、同時に図書のコンピュータによる貸し出しの導入と祝日の開館を開始した。2007年（平成19年）3月より視聴覚資料もコンピュータによる貸し出しが導入された。2012年（平成24年）4月1日より指定管理者制度が導入され、株式会社図書館流通センター・株式会社近代ビル管理社共同事業体の管理運営に移行した。指定管理者への運営移行により、従来の9時30分の開館が9時に変更された。

### 藤原図書館の施設
鉄筋コンクリート造地上2階地下1階建てで敷地面積は679.56 m2、建築面積は439.76 m2、延床面積は1,120.02 m2である。
館内
| 階      | 面積（m2） | 主な施設                                                               |
| 2階     | 439.76     | 一般開架、レファレンスコーナー、読書コーナー、学習室、視聴覚室兼会議室 |
| 1階     | 363.74     | 児童開架、事務室、ブラウジングコーナー                                 |
| 地下1階 | 316.52     | 書庫、機械室                                                           |

## 図書館を核とした市民活動

### 図書館ボランティア

#### かたくり
今市図書館のボランティア「かたくり」は、1982年（昭和57年）10月に発足した。開館したばかりの今市市立図書館の呼びかけに応じて集まった読書愛好家や児童向けの活動の実践者が結成し、団体名は今市市の花であったカタクリにちなんだ。2021年（令和3年）現在の会員数は20人で、50 - 80代の市民が活動する。
団体の活動は、毎週第2・4土曜日に図書館3階で開かれる「おはなし広場」を中心とし、七夕まつりやクリスマス会の企画運営、小学校・保育所・放課後児童クラブなどへのボランティア訪問も手掛ける。絵本や紙芝居のほか、民話を題材とした自作の影絵の披露や、季節感のある折り紙も取り入れている。今市市立図書館（当時）がブックスタートを開始してからは、乳児への読み聞かせも担当する。2006年（平成18年）に、子供の読書活動が評価され、文部科学大臣表彰を受けた。2021年（令和3年）現在は、新型コロナウイルス感染症の流行により、参加人数の制限をかけながら活動を展開している。

#### ありんこ
日光図書館の読み聞かせボランティア「ありんこ」は、2000年（平成12年）6月に発足した。赤ちゃんと保護者を対象とした「ちっちゃなありんこ おはなし会」と、未就学児から大人までを対象とした「おはなし会」を開催し、小学校や公民館などへ出張し、おはなし会を開くこともある。2008年（平成20年）時点の会員数は11人であった。

#### おひさま
日光図書館のブックスタートボランティア「おひさま」は、2004年（平成16年）に発足した。8か月検診の際に絵本とおすすめ絵本リストの配布、4か月・12か月検診の際に図書館職員とともいに読み聞かせを行う。2008年（平成20年）時点の会員数は12人であった。

#### ピンコロ
藤原図書館の読み聞かせボランティア「おはなしキャラバンピンコロ」は、1985年（昭和60年）に発足した。読み聞かせだけでなく、人形劇の公演を行うのが特徴で、未就学児向けの「幼児おはなし会」と、幼児や小学生向けの「おはなし会」を運営する。2008年（平成20年）時点の会員数は10人であった。
特別公演として1990年（平成2年）7月に100回公演記念おはなしキャラバンまつり、1995年（平成7年）6月に10周年記念公演、2005年（平成17年）7月に20周年記念公演を行った。

### 読書会

#### いずみの会
日光図書館の読書会「いずみの会」は、旧・日光市立図書館の開館とほぼ同時期、1978年（昭和53年）1月に発足した読書会である。「ジャンルを問わず、読書を楽しむ」をモットーとするが、会員の好みを反映し、1992年（平成4年）1月から2000年（平成12年）11月までは、『源氏物語』を集中的に読解した。2008年（平成20年）時点の会員数は8人であった。
1984年（昭和59年）と1993年（平成5年）に栃木県読書推進運動協議会表彰、1994年（平成6年）に日光市制40周年功労表彰（生涯学習推進）を受けた。

#### 二水会
今市図書館の読書会「二水会」は、1983年（昭和58年）6月に発足した読書会である。毎月第2水曜日を活動日とし、例年1月は新春かるた大会を開催していた。2008年（平成20年）時点の会員数は17人であった。2021年（令和3年）6月9日をもって活動を停止した。